# 乙酸仲丁酯
乙酸仲丁酯是一种常用溶剂，用于漆和瓷漆。也用于生产非循环聚合物，乙烯树脂和硝化纤维。它是一种可燃的，具有甜味的液体。
乙酸仲丁酯有三种异构体：乙酸正丁酯，乙酸异丁酯和乙酸叔丁酯。

## 历史
生产乙酸仲丁酯的第一种方法是1946年发现的，用仲丁醇和醋酐反应制备。它最早由Rolf Altschul实验室中成功的制备，并发表于1946年。

## 毒性
这种化合物的小鼠LD50为13 g/kg。
人体大量的接触乙酸仲丁酯会导致灼伤眼睛，口腔，喉咙，鼻子或皮肤。
注射或吸入大量的乙酸仲丁酯会导致中枢神经系统的抑制，出现嗜睡和定向障碍的症状。